# Бенасерраф, Марго
Марго Бенасерраф (исп. Margot Benacerraf; 14 августа 1926, Каракас — 29 мая 2024) — венесуэльский кинорежиссёр
, сценаристка, продюсер, искусствовед. Крупная фигура в истории латиноамериканского кино.

## Биография
Родилась в Каракасе в семье марокканских евреев-сефардов. Изучала философию и гуманитарные науки в Центральном университете Венесуэлы (UCV). Тогда же начала публиковать эссе и пьесы, которые сразу же завоевали признание в её родной стране и за рубежом.
В 1949 году Колумбийский университет пригласил её в Нью-Йорк, где она изучала драму у выдающегося немецкого театрального режиссёра Эрвина Пискатора. Именно в этот период в Нью-Йорке она открыла для себя кино и кинопроизводство.
Специальное образование получила в Париже в престижной киношколе — Институте высших кинематографических исследований (Institut des hautes études cinématographiques (IDHEC)).
Режиссёр-документалист, автор нескольких короткометражных фильмов.
Самыми известными фильмами М. Бенасерраф были документальные фильмы «Reverón» (1952), о жизни венесуэльского художника Армандо Реверона, и «Araya» (1959), показывающий жизнь рабочих в соляной шахте Арайя на севере Венесуэлы.
Фильм «Araya» был представлен на Каннском международном кинофестивале 1959 года, где получил приз Международной федерации кинопрессы (ФИПРЕССИ) вместе с «Хиросима, любовь моя» Алена Рене.
Режиссёры Луис Бунюэль, Роберто Роселлини и Глаубер Роша хвалили её кинематографическую работу, а писатели Мигель Отеро Сильва и Габриэль Гарсиа Маркес часто выражали желание, чтобы она сняла киноверсию их литературных произведений.
В 1965 году была назначена директором Венесуэльского INCIBA (Национального института культуры и изящных искусств), самого важного культурного учреждения Венесуэлы. Особо настаивала на популяризации культурно-просветительских мероприятий в наиболее изолированных регионах страны.
В 1966 году М. Бенасерраф основала Национальный киноархив Венесуэлы (Cinemateca Nacional de Venezuela) и была её руководителем в течение 3 лет, активно участвовала в организации Союза латиноамериканских синематек UCAL. Затем, была членом оргкомитета культурного центра Ateneo de Caracas.
В 1991 году с помощью писателя, нобилевского лауреата, покровителя латиноамериканского кино Габриэля Гарсиа Маркеса создала Latin Fundavisual, фонд, отвечающий за продвижение латиноамериканского аудиовизуального кино в Венесуэле.
Она из двух обладательниц медали Paez Art 2019 от VAEA.
Умерла 29 мая 2024 года в Каракасе в возрасте 97 лет.